# 18244 Аннейла
18244 Аннейла (3008 T-2, 1999 JB129, 18244 Anneila) — астероїд головного поясу.
Тіссеранів параметр щодо Юпітера — 3,329.